# Heinrich Ludwig Frische

Heinrich Ludwig Frische

Heinrich Ludwig Frische (* 9. Januar 1831 in Altenbruch; † 5. Dezember 1901 in Düsseldorf) war ein deutscher Landschaftsmaler.

## Leben
In Altenbruch bei Cuxhaven geboren begab sich Heinrich Ludwig Frische nach einer Ausbildung in Hamburg als Dekorationsmaler und autodidaktischen Studien zunächst auf kleinere Reisen, die er mit seiner Arbeit als Porträtzeichner und Maler finanzierte. Von 1858 bis 1862 besuchte er dann als Schüler von Hans Gude die Düsseldorfer Kunstakademie. Bis auf Studienreisen blieb Frische in Düsseldorf ansässig und war hier 1864/65 bis 1901 Mitglied des Künstlervereins Malkasten. Er war verheiratet. Von seinen Söhnen war Arnold Frische (* 1869 in Düsseldorf) 1884 bis 1887 Schüler der Kunstgewerbeschule Düsseldorf und, nach einigen Reisen, 1890 bis 1896, der Kunstakademie Düsseldorf, wo er sich zum Maler, hauptsächlich jedoch zum Bildhauer ausbildete. Neben Porträtbüsten und Grabdenkmälern schuf er u. a. ein Kriegerdenkmal für Ratingen (1898), das Drei-Kaiser-Denkmal in Wanne (Herne) (1901) sowie Skulpturen für das Gebäude des Knappschaftsvereins in Bochum. Ein weiterer Sohn, Emil Frische (* 1872 in Düsseldorf), war Schüler von Claus Meyer an der Düsseldorfer Akademie und hielt sich längere Zeit in Florenz auf. Seine Arbeiten umfassen Bildnisse, Interieurs, Stillleben und Figurenszenen, mit denen er sich an den Ausstellungen u. a. in Düsseldorf (1908, 1909, 1912, 1913, 1915), Berlin (1910) und München (1908, 1912) beteiligte.

## Werk und Ausstellungen
Frische schuf „gutkomponierte“ Landschaftsansichten des Harzes und später auch von der englischen Küste, aus Tirol und aus der Schweiz. Die zeitgenössische Presse lobte die harmonische Wirkung seiner Kompositionen, deren ausdrucksvolle Stimmung er durch kräftige Farbgebung erreichte. Seine Arbeiten zeigte er seit 1862 in Düsseldorf – darunter auf den Ausstellungen der Düsseldorfer Kunstakademie von 1872 und 1899 sowie den Großen Kunstausstellungen von 1893 bis 1896 – sowie unter anderem in Berlin, Braunschweig, Bremen, Dresden, Hamburg, Hannover, Magdeburg und Wien. Gemälde befanden sich während des Ersten Weltkriegs in den Museen von Köln, Hannover, Magdeburg, Prag und Rostock.

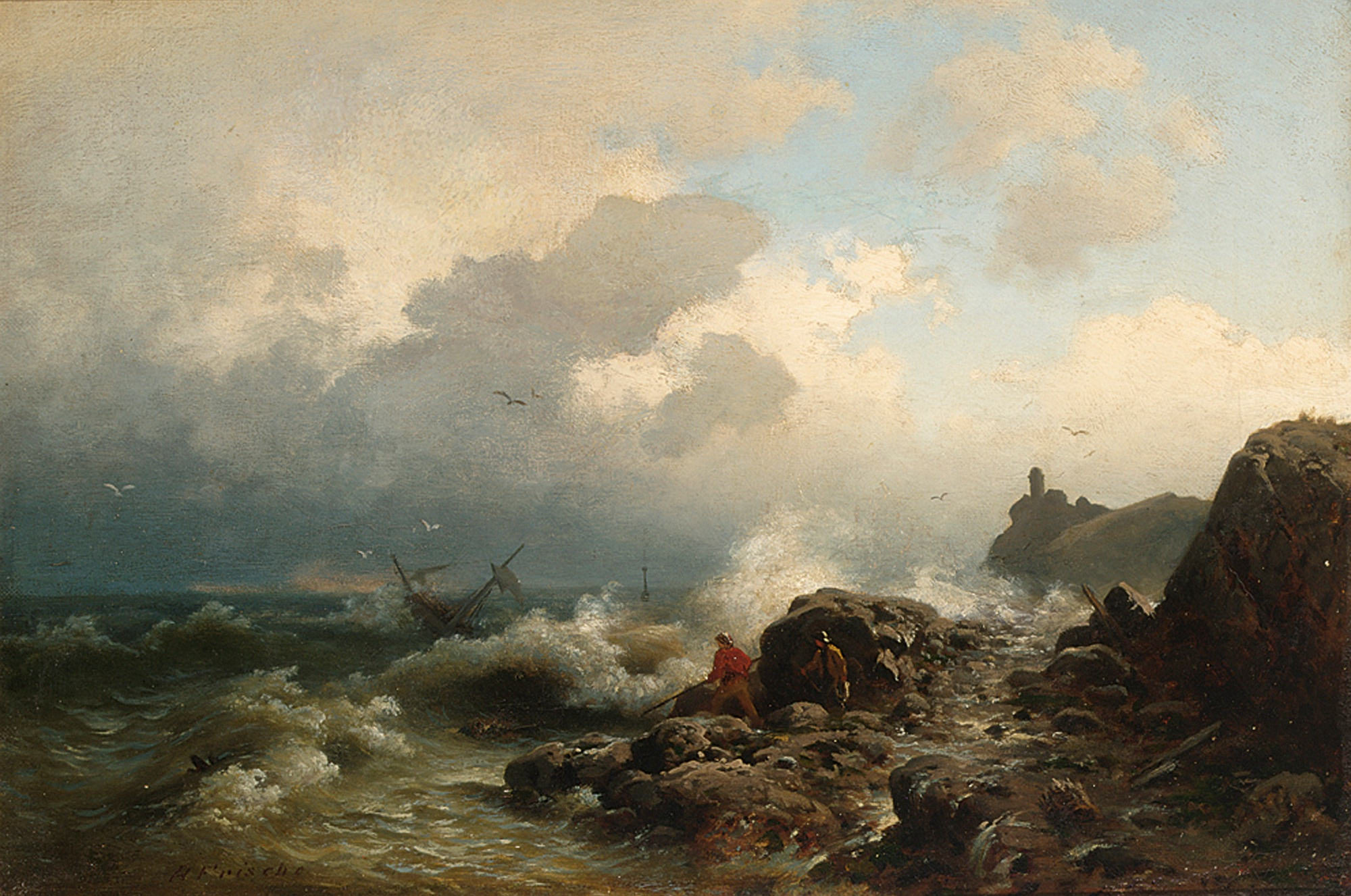
Fischer an einem felsigen Ufer (undatiert)

- Harzlandschaft mit Reisigsammlerin (1862), Kunsthandel
- Motiv vom Brocken, Harzlandschaft, Breslauer Kunst-Ausstellung 1869 (veranstaltet von dem Schlesischen Kunst-Verein im Lokal der Schlesischen vaterländischen Gesellschaft [Blücherplatz im Börsengebäude], eröffnet am 23. Mai, Breslau [1869], Nr. 150 und Nr. 151)
- Nach dem Regen (Abbildung im Lexikon der Düsseldorfer Malerschule, Band 1)
- Heidelandschaft, Hannover, Niedersächsisches Landesmuseum
- Harzlandschaft, Köln, Wallraf-Richartz-Museum & Fondation Corboud

## Schriften
- Eigenhändiger Lebenslauf, Düsseldorf 1887, Malkastenarchiv